# Planescape: Torment
Planescape: Torment es un videojuego de rol desarrollado por Black Isle Studios y distribuido por Interplay Entertainment para Microsoft Windows. Lanzado al mercado en 1999, el juego toma lugar en diferentes lugares del multiverso Planescape, un escenario de fantasía para Dungeons & Dragons (D&D). El motor de juego de Planescape: Torment es una versión modificada del Infinity Engine, el cual ya había sido utilizado por BioWare en Baldur's Gate (1998), un anterior juego de D&D ambientado en los Reinos Olvidados.
Planescape: Torment esta principalmente enfocado en la historia, con el combate tomando un rol secundario. El protagonista, conocido como El Sin Nombre, es un individuo inmortal el cual olvida todo cuando es asesinado. La trama del juego se centra en su viaje a través de la ciudad de Sigil y otros poblados para así recuperar sus memorias de vidas pasadas, y para descubrir porque lo hicieron inmortal en primer lugar. Varios personajes podrán unirse a la aventura de El Sin Nombre, muchos de ellos ya lo habrían encontrado en el pasado o se dejaron influir por sus acciones de alguna manera.
El juego no fue un éxito comercial, pero ha recibido elogios de la crítica y desde entonces se ha convertido en un clásico de culto, siendo catalogado por diferentes periodistas de la industria como el mejor videojuego de rol de 1999. Fue destacado por sus diálogos inmersivos, la oscuridad y humor del universo Planescape, y por la personalidad única del protagonista, el cual se distanció de muchas de las características de otros juegos de rol de la época. Planescape: Torment es comúnmente citado como uno de los mejores videojuego de todos los tiempos. Una versión mejorada fue lanzada por la empresa Beamdog para las plataformas Windows, Linux, macOS, Android y iOS en abril de 2017 y luego para Nintendo Switch, PlayStation 4 y Xbox One en octubre de 2019.
En febrero de 2017, el estudio inXile Entertainment lanzó al mercado Torment: Tides of Numenera como un sucesor espiritual de Planescape: Torment con la ayuda de varios desarrolladores originales del videojuego.

## Sistema de juego
Planescape: Torment fue desarrollado con el Infinity Engine de la empresa BioWare. Este motor le presenta al jugador un mundo prerenderizado con una perspectiva isómetrica en el cual puede controlar a los diferentes personajes. El sistema de reglas del juego está basado en la segunda edición de Advance Dungeons & Dragons de 1989 publicada por Wizards of the Coast. El jugador toma el rol del protagonista conocido como El Sin Nombre, un individuo inmortal con amnesia el cual se embarca en una aventura para descubrir porque fue hecho inmortal. La exploración a través del escenario es lograda haciendo clic en suelo para moverse, o en objetos y personajes con los cuales interactuar. Los objetos y hechizos pueden ser utilizados a través de teclas de acceso rápido, ranuras rápidas o un menú radial. Una alternativa a las armaduras es el uso de tatuajes los cuales pueden ser aplicados a El Sin Nombre u otros personajes para mejorar sus habilidades.
El juego empieza con la creación del personaje, donde el jugador le asigna a El Sin Nombre sus diferentes puntos de atributo como la Fuerza, Inteligencia o Carisma. El Sin Nombre empieza la aventura dentro de la clase de luchador, pero el jugador podrá cambiar esto por una clase de ladrón o hechicero si lo desea más adelante. El jugador podrá reclutar diferentes compañeros a lo largo de la aventura. En total hay siete compañeros potenciales a reclutar, pero solamente cinco podrán acompañar a El Sin Nombre en una misma partida. Las conversaciones son bastante frecuentes entre los miembros del equipo, ocurriendo a veces de manera aleatoria o durante una conversación con algún personaje no jugable (PNJ). La jugabilidad se enfoca más que todo en la resolución de misiones mediante diálogo en vez de combate, además de otras situaciones hostiles que también podrán ser resueltas mediante diálogo o inclusivo ser evitadas por completo con sigilo. El Sin Nombre carga consigo un diario el cual ayudará al jugador a mantener un registro de todas las misiones y tareas secundarias disponibles. El Sin Nombre es un ser inmortal, por lo que morir dentro del juego no supone ninguna penalización más que el volver a reaparecer en el mapa en un punto de guardado previo.
Planescape: Torment utiliza el sistema de alineamiento de personaje de D&D, en donde la perspectiva moral y ética de un personaje son determinadas por el eje del "bien/mal" y "ley/caos", con la neutralidad haciendo puente entre los dos lados opuestos. El Sin Nombre empieza como un "verdadero neutral" pero esto puede cambiar dependiendo de las acciones ejercidas a lo largo de la aventura, haciendo que otros personajes cambien su opinión de acuerdo al alineamiento que se tenga.

## Sinopsis

### Ambientación
Planescape: Torment esta ambientado en el multiverso de Planescape, un escenario de campaña de Dungeons & Dragons el cual consiste en varios planos de existencia, las criaturas que viven dentro de ellas (como los demonios, modrons o las deidades), y las propiedades mágicas de las cuales están imbuidas. Una gran porción de Planescape: Torment toma lugar en Sigil, una gran ciudad situada encima de una torre muy alta en el centro del multiverso, la cual conecta los planos unos con otros a través de portales. La ciudad es resguardada por la poderosa Dama del Dolor, mientras que numerosas facciones controlan diferentes funciones de la ciudad de acuerdo al punto de vista del mundo de cada grupo. El Sin Nombre tendrá la oportunidad de unirse a estas facciones durante el transcurso del juego. La historia eventualmente se traslada a otros planos como Baator y Carceri, donde El Sin Nombre continua descubriendo mucho más acerca de su pasado. A lo largo del juego, El Sin Nombre aprenderá lentamente acerca de sus antiguas encarnaciones y la influencia que estas tuvieron en el mundo.

### Personajes
El protagonista de Planescape: Torment es conocido como El Sin Nombre, un individuo portador de una maldición de inmortalidad durante miles de años. Cada vez que muere, otra persona en el multiverso también muere para que así este pueda lograr su resurrección. Una vez resurrecto, El Sin Nombre tiene muy poca memoria acerca de su pasado, volviendo con una personalidad distinta a la anterior. Cuando el juego empieza, El Sin Nombre despierta en un mortuorio como resultado de su última muerte. Así entonces, se embarca en una aventura para descubrir como ha muerto y porque es inmortal, con la esperanza de recuperar alguna memoria de sus encarnaciones pasadas.
Durante su aventura, El Sin Nombre conocerá a otros personajes que podrán unírsele como compañeros de equipo, estos son: Morte, Annah-of-the-Shadows, Dak'kon, Ignus, Nordom, Fall-From-Grace, y Vhailor. Estos personajes jugables también pueden interactuar con El Sin Nombre para conocer un poco más acerca de la trama. Morte es una calavera flotante de personalidad cínica procedente del Pilar de Calaveras en Baator, una entidad grotesca compuesta de cabezas de personas gritando las cuales aconsejaron de manera deshonesta a otros en vida. Él es introducido al principio de la aventura. Morte sigue de manera leal a El Sin Nombre, en parte porque siente algo de culpa por haber causado la muerte de varias de sus pasadas encarnaciones. El Sin Nombre conoce a Annah-of-the-Shadows, una joven tiefling temeraria, afuera del mortuorio, pero ella no se unirá al grupo hasta mucho después en la aventura. Dak'kon es un githzerai (una especie de elfo hechicero), el cual hizo un juramento para ayudar a El Sin Nombre hasta su muerte, sin embargo terminó convirtiéndose en su esclavo ya que este no sabía acerca de su inmortalidad. Ignus es un ser piromaníaco el cual fue un mago aprendiz de una de las encarnaciones pasadas de El Sin Nombre. En la Construcción de la Mazmorra Rubikon, El Sin Nombre podrá encontrar a Nordom, un modron (especie de criatura biomecánica), el cual esta desconectado de su especie. Fall-from-Grace es una súcubo la cual es propietaria de un burdel en Sigil, aunque a diferencia de otras súcubos, ella no esta interesada en seducir a los mortales. Vhailor, encontrado debajo de la ciudad de Curst en los planos exteriores, es esencialmente una armadura viviente dedicada a repartir justicia sin piedad.
Entre algunos de los personajes no jugables destacables se encuentran, Deionarra, una antigua amante de una de las encarnaciones de El Sin Nombre la cual murió debido a sus acciones amorales. Ravel Puzzlewell, una bruja nocturna la cual ayudo a la primera encarnación de El Sin Nombre a volverse inmortal. Trias the Betrayer, un deva caído (especie de ángel caído), el cual decide tomar acción por sus propias manos debido a la desilusión que tiene con los dioses por no luchar con las fuerzas del mal. Coaxmetal, un golem gigante confinado dentro de la torre de asedio en el barrio inferior de Sigil, el cual forja armas para que los habitantes de los planos se destruyan entre ellos en nombre de la entropía, y El Trascedente, la personificación de la mortalidad de El Sin Nombre y el jefe final del juego.

### Trama
El juego empieza cuando El Sin Nombre despierta en un mortuorio. Inmediatamente se le acerca una calavera flotante de nombre Morte, el cual le ofrece algunos consejos sobre como escapar. Morte también lee los tatuajes que El Sin Nombre tiene en su espalda, los cuales fueron hechos como recordatorio por una de sus encarnaciones pasadas, conteniendo instrucciones para encontrar a un hombre llamado Pharod. Después de una conversación con el fantasma de una antigua amante llamada Deionarra, y tras caminar entre esclavos no muertos del mortuorio, El Sin Nombre logra salir para así explorar los barrios de Sigil. Él encuentra a Pharod, el cual es jefe de un poblado subterráneo de carroñeros y además padre es adoptivo de Annah-of-the-Shadows, este le pide que recupere un esfera mágica de bronce antes de darle alguna respuesta. Después de regresar con la esfera, Pharod le comparte algunas pistas para así poder armar el complicado rompecabezas de su pasado. Más adelante, El Sin Nombre es informado por un mago poderoso llamado Lothar que la bruja nocturna llamada Ravel Puzzlewell fue la que causó su inmortalidad, pero que esta fue apresada en un laberinto mágico por cometer crímenes contra la Dama del Dolor. El Sin Nombre eventualmente encuentra un portal para entrar en el laberinto, pero poco después se da cuenta de que necesita un pedazo de Ravel para poder activarlo, por ello, localiza a una de sus hijas y le quita algunas gotas de sangre.
Una vez en el laberinto, El Sin Nombre conversa con Ravel, y esta le pregunta: "¿Que puede cambiar la naturaleza de un hombre?" – una duda con un rol muy importante a lo largo del juego. Ravel queda complacida con la respuesta de El Sin Nombre ya que él ha contestado con sus propios pensamientos; ella clama que ha matado a muchos hombres en el pasado los cuales han tratado de adivinar la respuesta que ella podría dar, en vez de contestar con sus propios pensamientos. A medida que la conversación avanza, Ravel explica que una encarnación pasada de El Sin Nombre le pidió que lo volviera inmortal. Sin embargo, el ritual que ella realizó salió mal, ocasionando que El Sin Nombre pierda la memoria cada vez que muere. Ella también revela que la mortalidad que separó de su cuerpo no fue destruida, y que mientras siga vivo, su mortalidad quedaría intacta en algún lugar. Sin saber donde podría estar, ella le aconseja que hable con el deva caído Trias, el cual puede saber algo al respecto.
Ravel entonces intenta mantener a El Sin Nombre y a sus compañeros atrapados dentro del laberinto, por lo que estos proceden a derrotarla en combate. Después de la pelea y tras salir del laberinto, es revelado que Ravel en realidad fingió su muerte. Un ser conocido como El Trascendente aparece de repente y mata a Ravel tras una corta conversación. El portal que El Sin Nombre y sus compañeros encontraron en el laberinto los lleva a la ciudad de Curst, una ciudad fronteriza entre los planos exteriores y Carceri, para entonces encontrar a Trias. Una vez lo encuentran aprisionado mágicamente debajo de Curst, El Sin Nombre le ofrece liberarlo a cambio de respuestas. Tras liberarlo, Trias les dice que no sabe donde puede estar la mortalidad de El Sin Nombre, pero les indica una dirección distinta. El Sin Nombre entonces visita los planos exteriores y Baator, donde es informado que su mortalidad se encuentra en un lugar llamado la Fortaleza de los Arrepentimientos, y que solo Trias sabe como acceder a su interior. Mientras tanto, la ciudad de Curst se ha "deslizado" de la frontera de los planos exteriores hacia el caótico plano de Carceri debido al desastre desatado por Trias tras su liberación. Después de varios combates contra demonios a través de toda la ciudad, El Sin Nombre y sus compañeros alcanzan a Trias, con el cual también entablan un combate. Tras haber debilitado a Trias lo suficiente, este le dice a El Sin Nombre que el portal de acceso a la Fortaleza de los Arrepentimientos se encuentra dentro del mortuorio de Sigil, justo al lado de donde El Sin Nombre despertó al comienzo de su aventura.
En la Fortaleza de los Arrepentimientos, El Sin Nombre encuentra tres de sus encarnaciones pasadas: uno pragmático, otro bueno, y otro paranoico. El Sin Nombre se entera de que la encarnación buena fue el individuo original que Ravel volvió inmortal con su ritual, y que este cometió una innumerable cantidad de pecados durante su tiempo de vida. Al darse cuenta de que sería condenado a sufrir en los planos bajos cuando muriese, él trató de encontrar la manera de volverse inmortal y así ganar más tiempo para expiar sus pecados. Desafortunadamente, la pérdida de memoria de la cual sufre tras cada muerte y resurrección ha frustrado su plan. Tras fusionarse con sus encarnaciones pasadas ya sea mediante diálogo o combate, obteniendo su experiencia y conocimiento combinados, El Sin Nombre confronta a la personificación de su mortalidad, El Transcendente, el cual le revela que desde que se separó de su cuerpo, ha disfrutado de su libertad y que ha estado borrando todas las pistas que pudieran haber llevado a El Sin Nombre a encontrar la verdad. Dependiendo de la decisión del jugador, El Sin Nombre puede destruir a su mortalidad en combate, convencerlo de que vuelva a fusionarse con él o terminar con su propia vida usando un arma especial, con cualquiera de estas opciones poniéndole fin a su inmortalidad. El Sin Nombre entonces despierta en campo de batalla en los planos bajos, y acepta su destino de luchar para siempre en la Guerra de Sangre.

## Desarrollo
En 1997, los desarrolladores de Black Isle Studios redactaron un documento de cuarenta y siete páginas en el cual se establecieron los lineamientos y la visión para Planescape: Torment. Este documento fue después utilizado para presentar la idea a los ejecutivos de Interplay Entertainment. Inicialmente el juego iba a llamarse Last Rites, y lo habían descrito como una fantasía avant-garde para diferenciarlo del género de alta fantasía. El documento también contenía varias piezas de arte conceptual para diversos personajes y áreas del juego. Planescape: Torment fue lanzado al mercado para Microsoft Windows el 10 de diciembre de 1999 en Estados Unidos y el 7 de enero de 2000 en el Reino Unido. Este era tan solo uno de los tres videojuegos desarrollados por Black Isle en aquel entonces, siendo los otros dos, un juego para PlayStation desarrollado por Colin McComb basado King's Field de FromSoftware, y un juego para computadora desarrollado por Zeb Cook. Estos dos últimos fueron cancelados y solamente Last Rites fue lanzado tras un cambio de nombre a Planescape: Torment. McComb, uno de los diseñadores de la ambientación de Planescape, se unió al proyecto tras la cancelación de su proyecto.
Desde el principio, los diseñadores de Planescape: Torment tenían la intención de romper con las convenciones tradicionales de los videojuegos de rol de la época por lo que decidieron no incluir ni dragones, elfos, goblins, u otra raza del género de la fantasía clásica. Dentro del juego, solo hay tres espadas disponibles, las ratas con las cuales se enfrenta el protagonista son algo difíciles de derrotar y los no muertos resultan ser a veces más carismáticos que los humanos. Los diseñadores explicaron que la mayoría de los videojuegos de rol tienden a tener una manera correcta de resolver los problemas, la cual casi siempre es la opción moralmente buena. Ellos catalogaron esto como "predecible y estúpido" y deseaban hacer un juego con una flexibilidad moral más amplia, donde un problema particular pudiese tener "dos opciones buenas o dos opciones malas". La misión principal de Planescape: Torment no se enfoca en salvar al mundo, si no en entender a El Sin Nombre y su inmortalidad. La muerte (del protagonista o sus compañeros) es solo un obstáculo menor, e incluso hasta necesario en ocasiones.

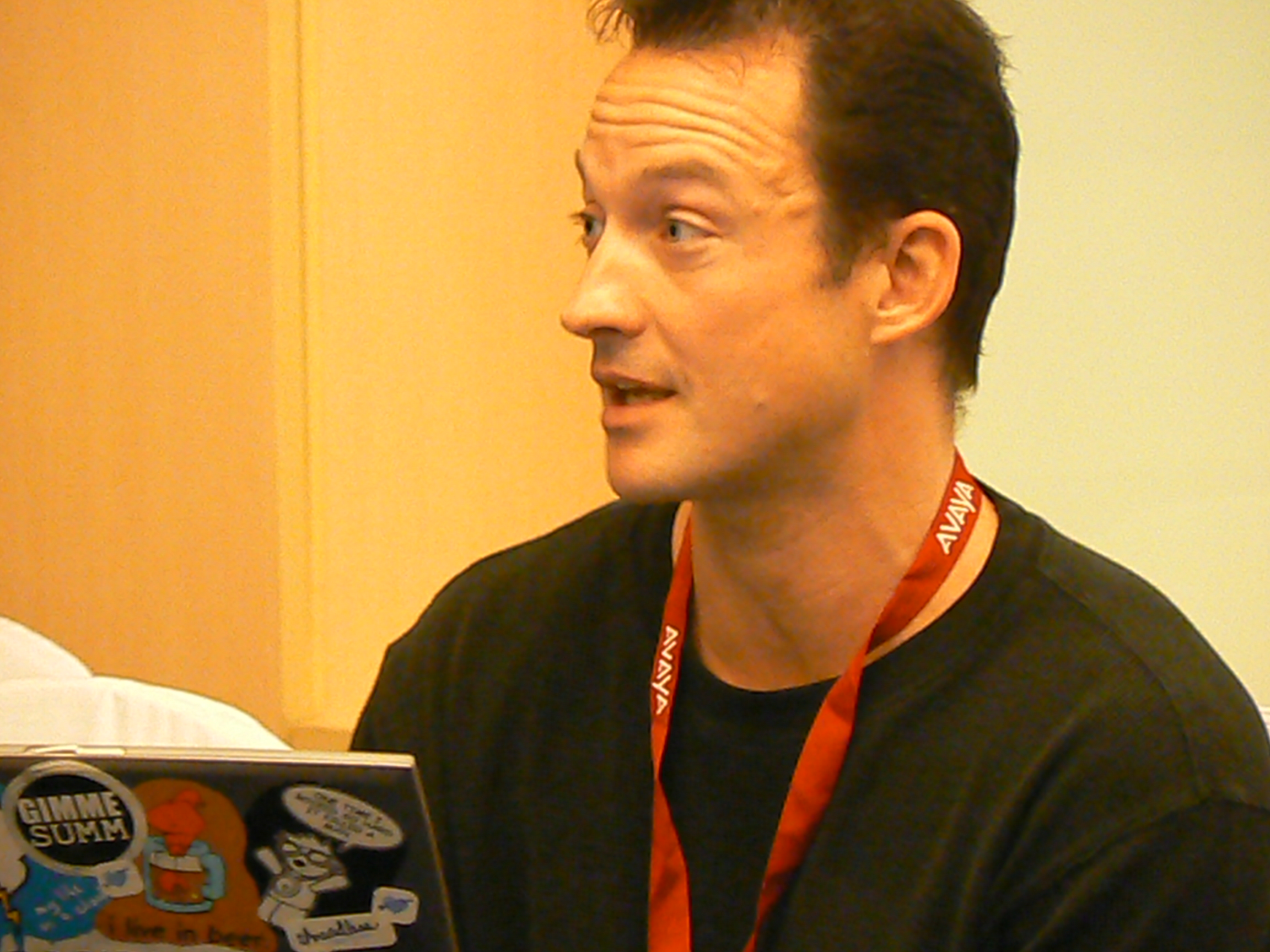
Diseñador líder y escritor Chris Avellone en 2009

De acuerdo con el diseñador líder y escritor Chris Avellone, Planescape: Torment estuvo inspirado en libros, cómics y videojuegos, incluyendo Archie Comics, Las Crónicas de Ambar, The Elementals, y Shadowrun. Los lineamientos del juego elaborados en 1997 también hacen referencia a El Señor de los Anillos para describir algunos de sus personajes. Mientras trabajaba en Planescape: Torment, Avellone estuvo trabajando simultáneamente en Fallout 2 (1998). En una entrevista de 2007, él dijo que trabajar en Fallout 2 le ayudó a replantear las posibilidades de diálogo para Planescape: Torment (y también en otros juegos en los cuales participó, incluyendo Neverwinter Nights 2). El productor Guido Henkel comentó acerca de simplificar las reglas de AD&D que: "Yo pienso que aun nos tomamos las reglas de AD&D muy enserio y seguimos esas reglas. Solo nos tomamos la libertad de remover lo que esta por encima". Los créditos de Planescape: Torment también citan a Final Fantasy VII (1997) como inspiración.
En cuanto al desarrollo del personaje Ravel Puzzlewell, Avellone pensó que una creadora de rompecabezas crípticos la cual estuviese enamorada con el personaje del jugador y que hubiese tratado de ayudar a personas solo para que la despreciasen, hubiese sido un antagonista interesante. Avellone comparó la vida de Ravel con una rama de zarzamora diciendo que se "extiende a través de los planos" y además insinuó que hay encarnaciones de ella como otros personajes en varios juegos desarrollados por él. En una publicación para un blog en 2007, Avellone consideró su trabajo con Ravel como una de las experiencias de la cual se siente muy orgulloso en toda su carrera, y también dijo que esto influyó en su escritura para elaborar el personaje de Kreia en el videojuego Star Wars Caballeros de la Antigua República II: Los Señores Sith (2004).
Avellone comentó que muchas de las ideas en el juego "solo podían ser comunicadas mediante texto, simplemente porque nadie tendría el presupuesto o los recursos para materializar estos trabajos fantásticos en una serie de televisión o película". Finalmente, Avellone ha expresado un poco de arrepentimiento con relación al enfoque del juego en los diálogos, ya que sentía que esto interfería con las mecánicas del juego, en especial el combate. El guion del juego contiene cerca de 800 mil palabras, y muchos análisis previos habían indicado que tenía un tiempo de duración de aproximadamente 20 horas.
En muchas entrevistas, el productor Guido Henkel expresó que estaba cada vez más frustrado por la presión que los ejecutivos de Interplay habían puesto en el equipo de desarrollo tras la primera oferta pública. Aunque solamente algunas tramas secundarias y personajes fueron removidos del juego para cumplir con la fecha límite, él acusó a los ejecutivos de Interplay de no tomar en cuenta al equipo a la hora de tomar decisiones con respecto al diseño de caja y al mercadeo. Henkel dijo que su principal objetivo era evitar que el juego fuese recortado antes de dejar Interplay cuando alcanzó la fase beta. También afirmó que su influencia en el juego era mucho mayor que la de Avellone, Chris Campanella o Dave Maldonado, pero como un productor tiene que tomar decisiones impopulares, su rol fue rebajado. En 2011, Henkel también reveló que el rostro de El Sin Nombre en el diseño de la caja está basado en el suyo, añadiendo que un día antes de que la sesión de fotos fuese pautada, el modelo que habían contratado para tal propósito canceló debido a un cambio de horario en su agenda, así que usaron el rostro de Guido Henkel como modelo para la portada. El maquillaje duró por dos horas, la sesión fueron unos cuarenta y cinco minutos. Henkel mencionó al respecto que: "Mi cara estaba roja como una remolacha y quemada por el resto del día debido al solvente que usaron para remover el material. Sin embargo, valió mucho la pena".
Planescape: Torment utiliza el Infinity Engine, un motor gráfico desarrollado por la empresa BioWare para el videojuego Baldur's Gate (1998). Sin embargo, Black Isle Studios había estado usando el motor mucho antes del lanzamiento de Baldur's Gate por lo que su aceptación en el mercado era aun desconocida. Black Isle hizo algunas modificaciones para que pudiese ajustarse al desarrollo del juego. Por ejemplo, los personajes jugables fueron configurados para que pudiesen correr, además los sprites de los personajes y los fondos son mucho más grandes y detallados. Esto último fue logrado haciendo que la perspectiva estuviese más cerca del suelo. La magia también era una parte importante en el diseño del juego, por lo que cuatro diseñadores trabajaron exclusivamente en este aspecto.
En adición a las traducciones oficiales, como por ejemplo una elaborada por CD Projekt para el mercado polaco, la comunidad de fanáticos de Planescape: Torment ha realizado traducciones no oficiales al Español, Húngaro e Italiano. Cuando Interplay dejó de darle soporte al juego tras el último parche oficial 1.1, muchos de los errores restantes fueron corregidos mediante parches no oficiales creados por los fanáticos. Otras modificaciones añaden contenido removido del juego como misiones u objetos además de también dar soporte a monitores de pantalla ancha (widescreen).
Inicialmente, Interplay contrató al músico británico de dark ambient Lustmord para componer la banda sonora del juego. Él trabajó en el proyecto por cuatro meses, escribiendo cerca de cuarenta piezas originales. Sin embargo, a tan solo seis semanas del lanzamiento, uno de los productores cambió de opinión con respecto a la música del juego, queriendo que fuese menos ambiental y más en líneas del compositor John Williams. Siendo su primera vez trabajando para un videojuego, Lustmord consideró la experiencia como "terrible", y eventualmente utilizó parte de estas composiciones originales para realizar su álbum Metavoid (2001). Necesitando una nueva banda sonora en poco tiempo, Interplay contactó a Mark Morgan, el cual ya había trabajado en otros proyecto de Black Isle Studios, para que compusiese la música del juego. Dos piezas adicionales fueron escritas por Richard Band. El reparto de actores de voz incluye a Michael T. Weiss, Sheena Easton, Rob Paulsen, Mitch Pileggi, Dan Castellaneta, Keith David, Jennifer Hale, John de Lancie, y Tony Jay.
Después del lanzamiento del juego, un analista de Game Revolution elogió los sonidos, diciendo que: "Cuando estas en una ciudad llena gente, suena como una ciudad llena de gente. Camina al lado de un bar, y escucharás el ruido de los borrachos adentro. Pasea cerca de un subasta de esclavos, y escucharás al subastador. Ve a una fiesta en el salón de festivales, y sonará como una fiesta". El mismo analista también dijo que: "Planescape tiene casi el mejor sonido que he escuchado en un videojuego". IGN le dio al sonido un 8.5/10 y notó que: "El juego tiene un dialogo y efectos de sonido fantásticos, pero lo mejor es la manera en la que va y viene dependiendo que tan cerca se este parado".

## Adaptaciones
Un libro del mismo nombre fue escrito por Ray y Valerie Vallese y publicado por Wizards of the Coast en 1999. La trama del libro sigue de manera muy somera al juego, confiriéndole un rol más importante a Fhjull Forked-Tongue, un personaje secundario el cual le aconseja a El Sin Nombre buscar respuestas en el Pilar de Calaveras en Baator, además, el final difiere significativamente con el del juego. El libro tampoco se basó en el material original para la adaptación de los personajes, por ejemplo; en el juego el personaje principal carece de nombre alguno dando a entender que es un ser incompleto y que el anonimato es lo que lo mantiene protegido. En el libro, el protagonista elige un nombre propio y es llamado "Thane" por sus compañeros. Maciej Miszczyk de Hardcore Gaming 101 encontró el libro "blando y poco interesante", ofreciendo "nada nuevo para aquellos quienes hayan terminado el juego", además de catalogarlo como una versión "inferior" para aquellos quienes aun no han probado el juego.
Para el relanzamiento de Planescape: Torment en 2010 a través de la plataforma GOG.com, se elaboró una segunda novelización mucho más fiel a la trama del juego, producida por Rhyss Hess. Este utilizó como referencia el guion escrito por Chris Avellone y Colin McComb.
Una tercera novelización fue completada en 2013 por fanáticos utilizando una amalgamación de los textos contenidos dentro del juego, la versión de Rhyss Hess, y un texto elaborado por el usuario ShadowCatboy en el foro Something Awful. El proyecto fue editado por Logan Stromberg y es ampliamente aceptado como la mejor adaptación en novela del juego.

## Recepción
Planescape: Torment recibió una amplia aclamación crítica en el momento de su lanzamiento. Un analista del sitio web GameSpot dijo acerca del juego que: "Es claramente el mejor videojuego de rol tradicional para computadora del año", un comentario que la página luego expandiría a: "Uno de los mejores de todos los tiempos". Allen Rausch, escribiendo para el artículo "A History of D&D Video Games" en GameSpy, comentó que Black Isle Studios: "Fue mucho mas allá con este título, creando una experiencia absolutamente única la cual aun no ha sido igualada por otro RPG". La jugabilidad fue comúnmente comparada con la de Baldur's Gate (1998), otro juego de Interplay que usa el mismo motor gráfico de Planescape: Torment. Robert Mayer de la revista Computer Games Magazine comentó que: "Fue un juego oscuro e interesante. Hay mucho humor macabro, algunas referencias sexuales, y suficiente rareza como para enviar a los devotos de la fantasía de Tolkien a comprar una copia de El Hobbit". Kieron Gillen de PC Gamer UK comentó que: "Planescape: Torment esta intentando ser lo mas iconoclasta dentro del género más estereotipado. Lo celebramos".
La premisa del juego y la escritura fueron cálidamente acogidas; un análisis en The New York Times destacó que: "El nivel de detalle del juego y su impacto emocional ha impulsado a algunos jugadores a buscar libros similares". Los analistas estuvieron complacidos con la capacidad de poder darle forma a la aventura del personaje como ellos deseasen. En 2005, GameSpot declaró: "Planescape: Torment tiene quizás la mejor implementación del roleo de un personaje malvado de todos los tiempos en un videojuego". El tatuado, egocéntrico, y potencialmente egoísta El Sin Nombre fue bienvenido como un cambio en el estereotipo del héroe de rol, el cual era considerado un predecible hacedor del bien. Los analistas también aprobaron la capacidad del protagonista de aprender nuevas habilidades en la medida que recordaba su pasado. La oscura y diversificada representación del escenario de Planescape fue elogiada como un buen distanciamiento de la fantasía tradicional de los juegos de rol. Una reseña en la revista Next Generation alabó el juego diciendo que: "Planescape: Torment ofrece la mejor jugabilidad de RPG que alguien pueda encontrar en los anaqueles, sin duda alguna". Uros Jojic de Actiontrip comentó que: "Planescape: Torment probó que es posible realizar un refrescante y divertido juego en este "mar de clones". Crear una adaptación del universo Planescape es otro triunfo para Black Isle Studios". En un artículo de 2000 para Game Studies, Diane Carr llamó a la ambientación del juego como: "Un show de fenómenos, una larga historia, un zoológico, y un gabinete de curiosidades" y describió a las criaturas y monstruos como: "grotescos mas que aterradores". Cindy Yans de Computer Games Magazine describió la ambientación como: "Un mundo donde el conocimiento y los pensamientos portan un poder mucho mayor que el de una espada. Las creencias tienen la habilidad de darle forma a los mundos, matar y resucitar poderes y cambiar las leyes de la física". Cindy Vanous de Computer Games Magazine destaca que: "El bestiario de Planescape: Torment esta compuesto de legiones de lo desconocido, y su paisaje es una tela cambiante de lo bizarro". Planescape: Torment es el primer juego ambientado en el universo Planescape.

Los limites [de Planescape: Torment] son elusivos. ....Incluso las mas pequeñas decisiones tienen multiples resultados impredecibles, llevando al jugador a incidentes, confrontaciones o no mucho mas. El juego se resiste a la resolución o incluso comprensión. Un texto confuso como Planescape: Torment rebota cuando intentas explicarlo con claridad, se resiste a la totalización. Tiene sus momentos de "prisa" y de confrontación, pero quiere ser saboreado, explorado meticulosamente, junto a un grupo de compañeros armados.
Diane Carr

Los aspectos técnicos del juego también fueron elogiados. Aunque para 1999, durante tiempo en el que fue lanzado, la resolución de pantalla de 640x480 pixeles de Planescape: Torment no fue considerada particularmente avanzada, los analistas estuvieron más complacidos con el diseño del arte y el color de los escenarios. El sonido y la música del juego fueron descritas como: "por encima de la norma" y "magnífica". Un analista mencionó que su única queja era no había suficiente de ella. Otro crítico dijo que Planescape: Torment tenía: "casi el mejor sonido" que había escuchado en un videojuego. La revista GamePro reseñó que: "...los personajes hablan con el talento de un actor de voz profesional durante los momentos mas cruciales del diálogo". Los gráficos del juego fueron moderadamente bien recibidos, con la revista incite PC Gaming comentando que: "[Los gráficos] pueden que sean un poco mediocres, pero algunos de los efectos en los hechizos son ciertamente muy buenos". Esto también resonó en la revista Next Generation la cual dijo al respecto que: "Los alucinantes efectos de los hechizos, ...te recordarán a un juego de Final Fantasy en dos dimensiones".
La interfaz del juego recibió comentarios positivos. La edición estadounidense la revista PC Gamer escribió acerca del minimapa; el cual señala automáticamente los lugares importantes y le permite al jugador agregar notas personalizadas, y el diario, el cual separa las misiones terminadas de las misiones en proceso. PC Gamer también elogió las modificaciones del Infinity Engine, como por ejemplo el menú radial, el cual le permite al jugador mantenerse enfocado en el juego en vez de tener que abrir varias ventanas al mismo tiempo.

...fuimos arrastrados por Planescape:Torment. No fue el motor efectivo, los personajes dementes, o las tierras fastuosas lo que nos convenció. Fue la rica historia. Este cuento es mas un reflejo de tu propio ser que cualquier otro juego jamás hecho.
Darren Gladstone y Nikki Douglas

La crítica negativa hacia el juego fue mínima, y los problemas fueron generalmente catalogados como menores, pero aun así incluían quejas con respecto a los largos tiempos de carga en las computadoras del momento, o del juego ralentizándose durante el combate. Los errores o bugs fueron los responsables de ralentizar el juego cuando un gran número de elementos gráficos se presentaban en la pantalla al mismo tiempo, sin embargo luego se reportó que tales errores habían sido corregidos tras un parche de arreglo. Derek Williams de AllGame consideró que el combate del juego era simplista (comparándolo con Diablo), y que esto hacia que el juego fuese muy fácil. La crítica más negativa vino del sitio web Eurogamer, el cual calificó el juego con un 7/10 (que luego fue cambiado a 8/10 tras recibir un parche). Su analista expresó disgusto con la inmortalidad del protagonista, diciendo que hacia de la vida de los personajes algo "mezquino e insignificante", aunque otros analistas recibieron bien este aspecto, alegando que fue "perfectamente implementado" y que no hacia fácil el juego. Eurogamer también desaprobó la cantidad de experiencia que recibe el jugador tras ciertos diálogos. Sin embargo, otros análisis citaron esto como una de las principales cosas que elevaron a Planescape: Torment por encima del estándar del RPG. Algunos analistas también criticaron a la inteligencia artificial del juego, catalogándola de "menos que impresionante".

### Premios
Planescape: Torment es comúnmente citado como uno de los mejores videojuegos de todos los tiempos y con los años ha acumulado una reputación de clásico de culto entre los aficionados de los juegos de rol. Fue galardonado con varios premios Editor's Choice, fue nombrado RPG del año 1999 por el sitio web GameSpot y la revista Computer Gaming World, y ganó el premio a Juego del año 1999 en IGN's Vault Network. PC Gamer US nombró a Planescape: Torment como "Juego del mes" en su edición de mayo del año 2000 (edición en la cual apareció su respectivo análisis). La revista también nominó el juego para el premio a "Mejor juego de rol" en 1999, aunque este finalmente le fue conferido a System Shock 2. En la tercera edición del Interactive Achievement Awards, Planescape: Torment fue nombrado finalista por la Academy of Interactive Arts & Sciences en las categorías "Computer Adventure/Role-Playing Game of the Year" y "Outstanding Achieement in Character or Story Development".
En 2006, The A.V. Club incluyó a Planescape: Torment en su lista "11 of Video Gaming's Strangest Moments", debido a que el juego utiliza la muerte como un medio para poder avanzar en la trama. En 2006, Gamasutra encuestó a varios profesionales de la industria de los videojuegos con la siguiente pregunta: "¿Qué videojuego de rol a lo largo de toda la historia del género crees que ha dado el mayor “salto cuántico” y por qué?". Planescape: Torment fue colocado en segundo lugar solo superado por Fallout (1997), obteniendo el premio "Quantum Leap Award". El juego también recibió una mención especial en la categoría de "narrativa". En diciembre de 2008, IGN elogió el juego por tener "una de las mejores narrativas e historia jamás vistas en los videojuegos". En 2009, Bit-Tech incluyó a Planescape: Torment en su lista "30 PC Games to Play Before You Die". Chris Avellone fue galardona por Eurogamer con el premio "Gaming Globe" a Mejor Diseñador en el año 2000 por su trabajo en Planescape: Torment, y El Sin Nombre fue considerado como Mejor Protagonista Masculino.
IGN colocó a Planescape: Torment de segunda posición en su lista "The Top 11 Dungeons & Dragons Games of All Time" en 2014. Ian Williams de Paste puso el juego de número uno en su lista "The 10 Greatest Dungeons and Dragons Videogames" en 2015. PC Gamer incluyó a Planescape: Torment en su lista de "Mejores Juegos de RPG para PC". Fue colocado en decimotercera posición en la lista "Top 100 RPGs Of All Time" de Game Informer, y también fue incluido entre los mejores juegos de RPG para PC en el sitio web PCGamesN.

### Ventas
En los Estados Unidos, Planescape: Torment vendió 73 mil unidades para marzo de 2000, una cifra que Desslock de la revista Computer Gaming World calificó como por debajo del estándar. Comparando los niveles de venta con los del juego Ultima IX: Ascension, Desslock comentó que: "Casi todas las ventas de Planescape: Torment han sido en el año 2000, mientras que las de Ultima IX: Ascension fueron predominantemente en 1999, incluso cuando este último fue lanzado mucho después que Planescape: Torment". Tras un aumento en las ventas, Desslock luego comentó que esto se debió gracias a las críticas positivas y al boca a boca.
En el Reino Unido, Planescape: Torment apareció en el puesto número tres en la lista semanal de juegos de computadora de Chart-Track entre el 9 y 15 de enero del 2000. El juego permaneció en el top cinco por dos semanas más, y aseguró un tercer lugar en el top diez mensual de la firma. Richie Shoemaker de PC Zone destacó en aquel momento que: "Enero solo vio un lanzamiento impactante: el bizarro juego de rol de Black Isle Studios, Planescape: Torment". En el mercado alemán, el juego vendió 50 mil unidades para mediados del año 2000, después de debutar en el puesto número seis en las listas de enero. Más adelante reclamó los puestos doce, treinta y cincuenta y tres desde febrero hasta abril. De acuerdo con la revista PC Player, Virgin Interactive solo estuvo "un poco decepcionada" por su rendimiento comercial en la región; el redactor Udo Hoffman destacó que el juego por su naturaleza estaba dirigido a una audiencia "mucho mas madura y por consiguiente pequeña".
Ernest Adams de Gamasutra luego describió el rendimiento general de Planescape: Torment como una "decepción comercial". De acuerdo con Chris Avellone, el juego no fue un gran éxito comercial, pero fue al final resultó ser un proyecto rentable. En 2017, Brian Fargo estimó un cifra de ventas de aproximadamente 400 mil unidades en total.

## Legado
El juego fue relanzado en DVD en el año 2009, y por distribución digital mediante la plataforma GOG.com el 28 de septiembre de 2010. Tras el anuncio de una edición mejorada de Baldur's Gate llamada Baldur's Gate: Enhanced Edition, la empresa Beamdog anunció su intención de hacer más ediciones mejoradas de otros juegos ambientados en los universos de Dungeons & Dragons, nombrando a Planescape: Torment como el primero. Estos comentaron que el lanzamiento dependería del éxito de Baldur's Gate: Enhanced Edition. En noviembre de 2012, Penny Arcade Report escribió que Brian Fargo, director de inXile Entertainment, había adquirido los derechos de Planescape: Torment. En enero de 2013, Brian Fargo anunció que un sucesor espiritual titulado Torment: Tides of Numenera, estaba en producción y que estaría ambientado en el universo de Numenera creado por Monte Cook. El diseño del juego estuvo liderado por Colin McComb, el cual ya había ayudado a diseñar Planescape: Torment tiempo atrás. El juego fue lanzado en febrero de 2017.

### Edición mejorada (Enhanced Edition)
Planescape: Torment: Enhanced Edition, una versión actualizada del juego, fue desarrollada por la empresa Beamdog y lanzada al mercado el 11 de abril de 2017. En marzo de 2017, el juego fue anunciado para las plataformas Microsoft Windows, macOS, y sistemas Linux, y luego también para dispositivos con iOS y Android. El juego cuenta con mejoras similares las cuales Beamdog ya había introducido en otras ediciones mejoradas. Avellone proveyó de su asistencia para cuidar los detalles en esta nueva edición. Beamdog tuvo acceso al código fuente original y también a los documentos de diseño del juego, esto les permitió no solo mejorar varios aspectos técnicos sino además incluir contenido removido de la edición original con ayuda de Avellone. No se hicieron muchos cambios significativos al juego. El director ejecutivo de Beamdog Trent Oster dijo que el haber hecho cambios grandes al título hubiera sido comparable con: "ir y repintar la sonrisa de la Mona Lisa". Skybound Games, una división de Skybound Entertainment, lanzó la edición mejorada de Beamdog para las plataformas de Nintendo Switch, PlayStation 4 y Xbox One el 15 de octubre de 2019.